# Stjepan Šimić
Stjepan Šimić (1921. – 8. listopada 1985.), hrvatski športski fotoizvjestitelj. Preko 25 godina slikavao je sve važne športske događaje u Splitu. Športske fotografije izašle su mu u Slobodnoj Dalmaciji, Sportu, SN reviji, Hajduku i inim tiskovinama, Bio je član Sekcije športskih novinara Splita.